# Zona degradada

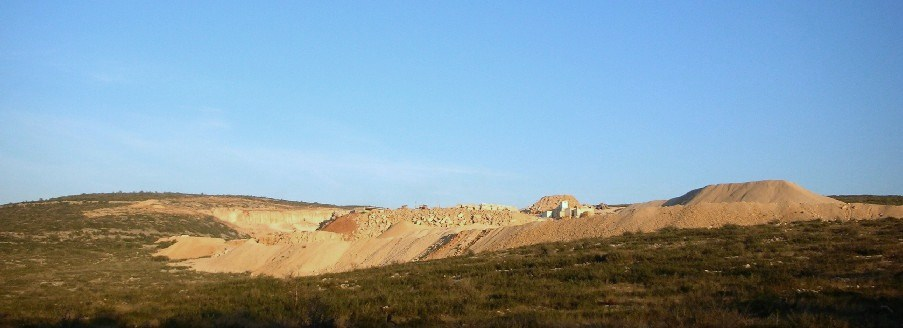
Una de les pedreres a Ulldecona.

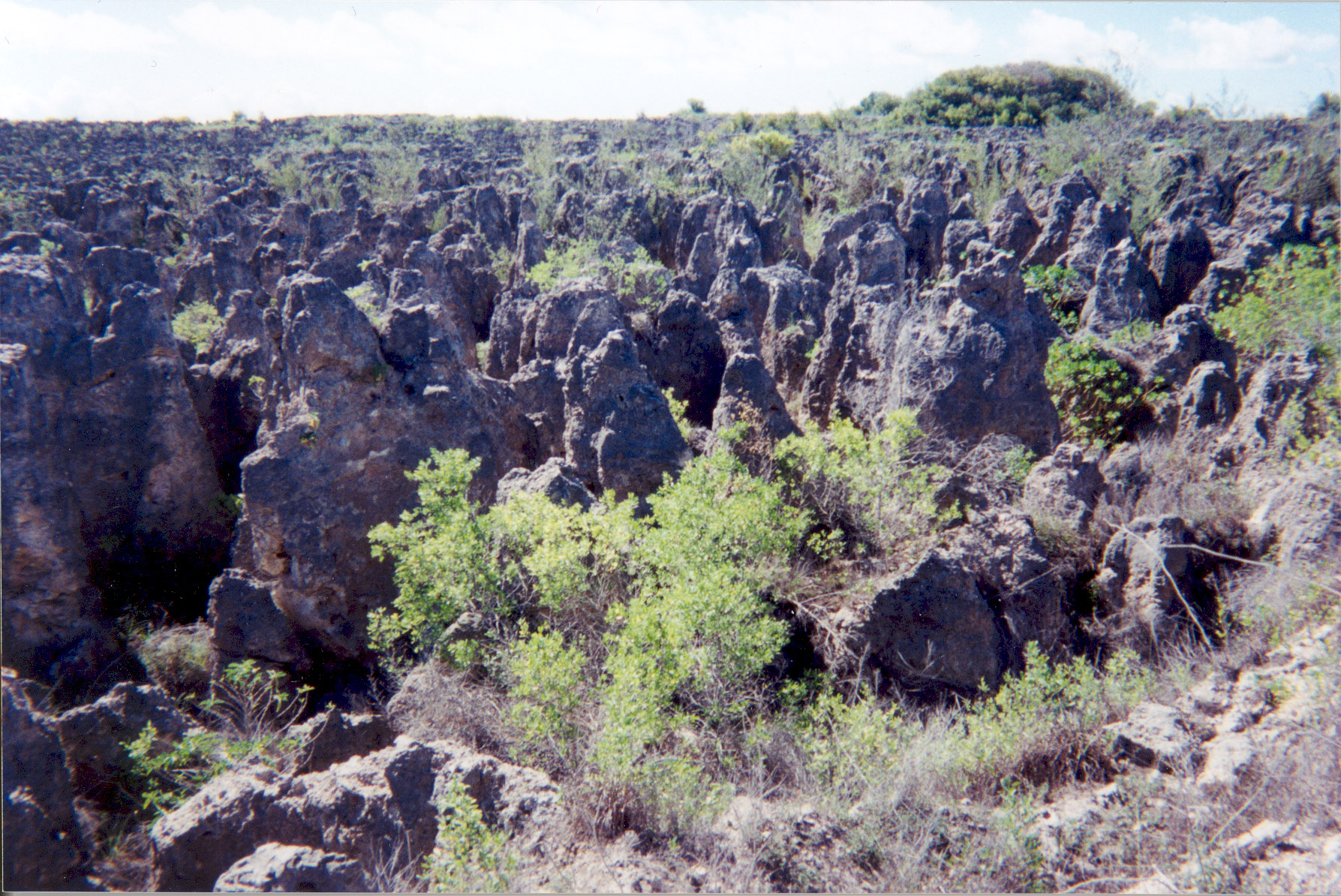
Degradació greu a Nauru. La capa fèrtil de fosfats es va extreure comercialment i va ser exportada a Austràlia, deixant un erm d'agulles calcàries.

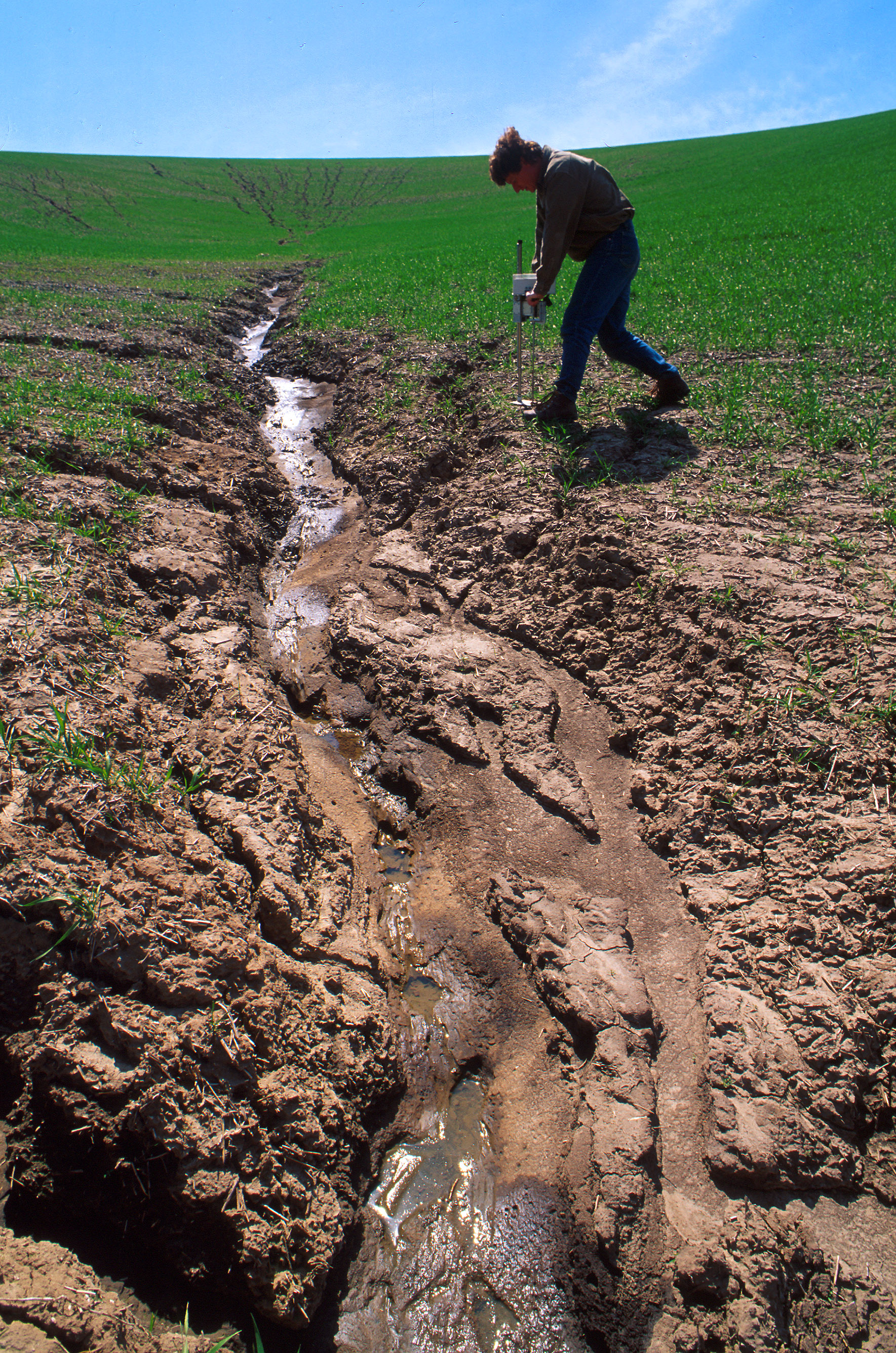
Erosió a un camp de blat a l'estat de Washington, USA.

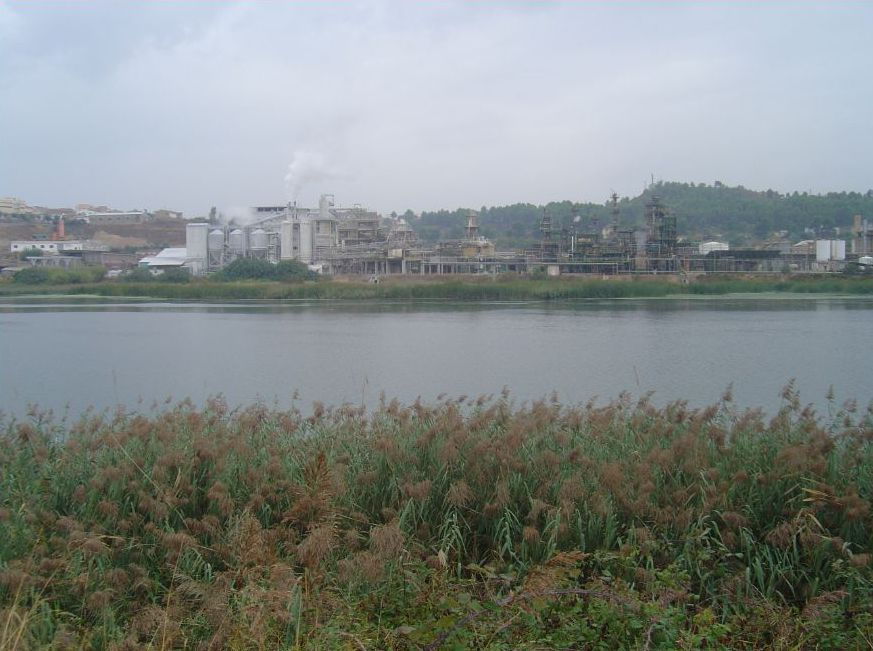
El pantà de Flix.

Zona degradada és un concepte d'ecologia segons el qual la qualitat de l'entorn biofísic és alterada mitjançant processos d'intervenció humana sobre la superfície terrestre.

## Processos artificials
És important aclarir que el concepte ecològic de "zona degradada" no inclou els processos naturals de degradació del terreny, com les catàstrofes naturals.
Les causes de la degradació ecològica més greus, rellevants i perdurables provenen en la majoria dels casos de la interferència humana directa o indirecta amb el terreny o zona. Cal tenir en compte també que moltes activitats humanes poden facilitar desastres naturals com incendis forestals, allaus, ensulsiades, riuades i inundacions.
Segons càlculs del 2007 un 40% dels terrenys amb possibilitats agrícoles o forestals de la Terra es troben en estat de degradació.
L'aprofitament excessiu d'aigües per regadiu pot abocar a la degradació dels mars interiors, com la mar d'Aral, que es troba actualment en un estat catastròfic.
Al Pantà de Flix hi ha una zona degradada amb productes químics d'alta toxicitat.

## Causes
Entre les causes importants de la degradació de terrenys es pot fer esment: 
- Males pràctiques agrícoles que no tenen cura de la terra i que afavoreixen l'erosió.
- L'excés de pasturatge per part del ramat o sobrepastura.
- Desforestació
- Pedreres i mines a cel obert
- Excés de regadiu, incl. camps de golf i jardins en zones naturalment àrides
- Urbanització i desenvolupament comercial excessius.[4]
- Contaminació directa o indirecta dels terrenys amb residus industrials, tòxics o radioactius.
- Abocadors d'escombraries o abundància de brossa escampada a la zona
- Excés de pas de vehicles tot terreny

## Exemples de zones degradades a Catalunya
- Massís del Garraf
- Delta del Llobregat
- Pantà de Flix
- Serra Grossa (Ulldecona)
- Serra de les Veles